# Roby (Texas)
Roby település az Amerikai Egyesült Államok Texas államában, Fisher megyében, melynek megyeszékhelye is. Lakosainak száma 591 fő (2020. április 1.).

## Népesség
A település népességének változása:

| 2010 | 643 |
| 2020 | 591 |